# Musiałówka
Musiałówka – szczyt w granicach administracyjnych Gorlic o wysokości 379 m n.p.m. Stanowi doskonały punkt widokowy, z którego można podziwiać miasto od strony południowej oraz okoliczne miejscowości m.in.: Ropicę Polską, Szymbark, Sękową. Góra znajduje się tuż przy żółtym szlaku (Gorlice-Florynka). Prawie do samego szczytu można dojechać samochodem od ulicy Łokietka.

## Piesze szlaki turystyczne
– żółty szlak:Gorlice – Bartnia Góra (góra) (629 m n.p.m.) – Miejska Góra (643 m n.p.m.) – Ropa – Florynka.